# Legislatura de Kansas
La Legislatura de Kansas (en inglés: Kansas Legislature) es la legislatura estatal (órgano encargado del Poder legislativo) del estado de Kansas, en Estados Unidos. Es una asamblea bicameral, compuesta por la Cámara de Representantes de Kansas (cámara baja), con 125 representantes estatales, y el Senado de Kansas (cámara alta), con 40 senadores estatales. Los representantes se eligen por períodos de dos años y los senadores por períodos de cuatro años.
Antes de la estadidad, surgieron legislaturas territoriales separadas a favor de la esclavitud y en contra de la esclavitud, que redactaron cuatro constituciones separadas, hasta que finalmente se ratificó una y Kansas se convirtió en un estado en 1861. Los republicanos mantienen una mayoría cualificada desde hace tiempo en ambas cámaras de la legislatura estatal, a pesar de un dominio de corta duración por parte del Partido Populista. La legislatura estatal aprobó una de las primeras leyes sobre trabajo infantil en la nación.
Compuesto por 165 legisladores estatales, la legislatura estatal se reúne en el Capitolio del Estado de Kansas en Topeka una vez al año en sesión regular. El gobernador puede convocar sesiones especiales adicionales.

## Historia

### Pre-estadidad

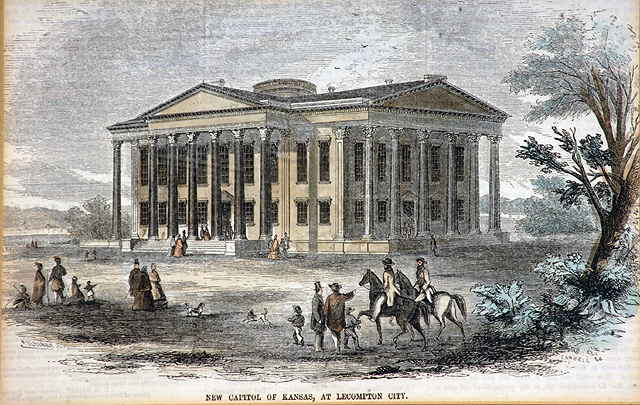
Planificado Lecompton, Kansas, capitolio del estado, sin construir excepto por los cimientos

El Territorio de Kansas se creó a partir de la Ley de Kansas-Nebraska en 1854. En varias de las disposiciones de la ley, la ley permitía a los colonos del territorio recién creado determinar, mediante votación, si Kansas, una vez que lograra obtener la condición de estado, ingresaría como un estado libre o esclavo . La ley creó una avalancha de inmigrantes abolicionistas del norte y del sur a favor de la esclavitud en el territorio, con la esperanza de que la fuerza a través de los números colocaría a Kansas en su campo. Las animosidades entre los bandos recién llegados se convirtieron rápidamente en violencia abierta y guerra de guerrillas, dando nombre a este período conocido como Bleeding Kansas . 
Durante las primeras elecciones de Kansas para un gobierno territorial el 30 de marzo de 1855, casi 5.000 hombres de Misuri, encabezados por el senador de los Estados Unidos David Rice Atchison y otros prominentes residentes de Misuri a favor de la esclavitud, ingresaron al territorio, se hicieron cargo de los lugares de votación y eligieron a candidatos a la esclavitud. Las elecciones resultaron en 13 miembros a favor de la esclavitud de la cámara alta de la legislatura territorial y un miembro del estado libre, que dimitió. La cámara baja terminó con 25 miembros a favor de la esclavitud y un miembro del estado libre.  Los  Free-Staters inmediatamente denunciaron fraude, nombrando a la nueva Legislatura Territorial de Kansas "Legislatura Falsa". Después de reunirse durante una semana en Pawnee bajo la dirección del gobernador territorial Andrew Reeder, los treinta y ocho legisladores a favor de la esclavitud volvieron a reunirse en la Shawnee Manual Labor School entre el 16 de julio y el 30 de agosto de 1855,  y comenzaron a redactar más de mil páginas de leyes destinadas a convertir a Kansas en un estado esclavista.
Los Free-Staters convocaron su propia legislatura en la sombra no autorizada y su gobierno territorial en Topeka, y redactaron su propia Constitución de Topeka a fines de 1855. Si bien el documento fue debatido y sometido a votación en el territorio, nunca fue aceptado por el Congreso. La respuesta de la legislatura territorial a favor de la esclavitud a los Free-Staters y la creciente violencia fue la Constitución de Lecompton en 1857. Debido a un boicot electoral de los grupos abolicionistas y las preguntas sobre la validez de la propia legislatura, nunca se convirtió oficialmente en ley.
Mientras se debatía la Constitución de Lecompton, las nuevas elecciones para la legislatura territorial en 1857 dieron a los Free-Staters un gobierno mayoritario, causado en parte por un boicot de grupos pro esclavitud. Con este nuevo mandato, la legislatura se reunió para redactar la Constitución de Leavenworth, un documento radicalmente progresista para la era victoriana en su redacción de los derechos de las mujeres y los afroamericanos . La constitución fue adoptada en 1858, aunque también corrió la misma suerte que los documentos anteriores cuando el Congreso se negó a ratificarla.
Tras la derrota de la Constitución de Leavenworth, la legislatura territorial volvió a redactar un nuevo documento al año siguiente, denominado Constitución de Wyandotte . Una especie de compromiso, prohibió la esclavitud en el territorio, al tiempo que eliminó las secciones progresistas sobre los nativos americanos, las mujeres y los negros. La legislatura territorial aprobó el documento y lo sometió a referéndum público. Fue ratificado por el electorado de Kansas el 4 de octubre de 1859.

### Estadidad para presentar
Los senadores del sur bloquearon la admisión de Kansas como estado libre, lo que habría aumentado el número de senadores estatales libres. Cuando se retiraron después de que siete estados se separaron, en enero de 1861, la admisión de Kansas como estado libre, a partir del 29 de enero, fue aprobada en cuestión de horas. El 8 de febrero se formaron los Estados Confederados de América.
El primer juicio político de Kansas ocurrió en 1862, provocado en parte por las luchas internas del Partido Republicano de los Estados Unidos en el estado.
La elección de funcionarios estatales bajo la Constitución de Wyandotte tuvo lugar en diciembre de 1859, pero debido a la demora en aprobar la condición de Estado de Kansas, no asumieron sus cargos hasta febrero de 1861. El lapso de tiempo creó una cuestión constitucional en cuanto a la expiración de los mandatos de dos años por los que fueron elegidos el gobernador Charles L. Robinson y los principales funcionarios administrativos, y los oponentes de Robinson pidieron una elección en noviembre de 1861.  Robinson se negó a permitir el escrutinio de votos para los cargos en las elecciones de 1861 y su posición fue ratificada por la Corte Suprema de Kansas. 
La legislatura estatal inició juicios de acusación contra el gobernador, el secretario de estado de Kansas, JW Robinson, y el auditor del estado, George S. Hillyer, por lo que creían que era la venta ilegal de bonos estatales para ayudar a reunir tropas de la Unión. Fueron condenados por vender bonos estatales en violación directa de las leyes del estado, pero fueron declarados inocentes de conspiración y otros artículos de juicio político.  Solo tres senadores estatales votaron para acusar al gobernador, quien estuvo menos involucrado directamente en la venta de los bonos. 
En 1867, se envió una enmienda constitucional a los votantes para permitir que las mujeres votaran, pero fracasó.
Las oficinas estatales comenzaron a trasladarse del Antiguo Salón Constitucional al ala este del Capitolio del Estado de Kansas en 1869, que todavía estaba en construcción. La legislatura estatal se reunió por primera vez allí en 1870, aunque el ala este no se completó hasta 1873.  El trabajo continuaría en el edificio hasta el 24 de marzo de 1903. 
El 19 de febrero de 1881, Kansas se convirtió en el primer estado en enmendar su constitución para prohibir todas las bebidas alcohólicas . Esta acción fue promovida por el Movimiento por la Templanza, y fue impuesta por Carrie A. Nation, a partir de 1888.  Después de 1890, la prohibición se unió al progresismo para crear un movimiento de reforma.  Kansas no derogó la prohibición hasta 1948, e incluso entonces continuó prohibiendo los bares públicos hasta 1987. 
El Partido Populista fue un importante movimiento de terceros en Kansas durante la década de 1890 y alcanzó su punto máximo en las elecciones de otoño de 1892, cuando la candidatura ganó la oficina del gobernador, cuatro escaños en el Congreso y el control del Senado de Kansas . Tanto los populistas como los republicanos reclamaron el control de la Cámara de Representantes de Kansas, y los populistas acusaron al Partido Republicano de fraude electoral.  La disputa condujo a la separación de las casas lideradas por populistas y republicanos en 1893 que al principio compartían la cámara, pero luego se reunieron en lugares separados en el Capitolio del estado de Kansas después de que la Cámara liderada por republicanos tomó el control de la cámara el 15 de febrero de 1893 .  La Corte Suprema de Kansas finalmente se puso del lado de los republicanos y la Cámara liderada por los populistas se disolvió. 
La legislatura estatal fue líder en la reforma del trabajo infantil, promulgando una ley en 1905 para restringir el trabajo de niños menores de 14 años en fábricas, empacadoras de carne o minas.
Kansas era un centro del Movimiento Progresista, con el apoyo de las clases medias, editores como William Allen White de Emporia Gazette y los prohibicionistas. Con la ayuda de legisladores estatales progresistas, las mujeres obtuvieron el derecho al voto a través de una enmienda constitucional aprobada por los habitantes de Kansas el 5 de noviembre de 1912
Entre 1922 y 1927, hubo varias batallas legales entre Kansas y la organización supremacista blanca Ku Klux Klan, que resultaron en su expulsión del estado.
La Legislatura de Kansas adoptó la bandera de Kansas en 1927.
Desde 1966, la legislatura celebra sesiones generales anuales. Anteriormente, la sesión en los años impares tenía una duración ilimitada, mientras que en los años pares la sesión se limitaba a 60 días calendario (a menos que dos tercios de los miembros electos de cada cámara votaran para extenderla). Una enmienda constitucional adoptada en las elecciones generales de 1974 extendió la duración de la sesión celebrada en los años pares a 90 días calendario, aún sujeta a prórroga por un voto de dos tercios de los miembros elegidos de cada cámara.

## Procedimiento legislativo
La Legislatura de Kansas está compuesta por 165 legisladores a tiempo parcial, que se reúnen normalmente una vez al año. Las reuniones comienzan en enero y generalmente durarán un período de 90 días. El gobernador de Kansas conserva el poder de convocar una sesión legislativa especial si es necesario.

### Facturas
Una ley propuesta se introduce en la legislatura estatal como un proyecto de ley . Hay siete pasos básicos para la vida de un proyecto de ley: la introducción, la acción del comité permanente, una votación del Comité Plenario, la aprobación del pleno, la acción de la segunda cámara, la acción del gobernador y la publicación de la ley.
Cuando se presenta un proyecto de ley, se lee su título, se imprime y se distribuye a los miembros de la casa de origen y se remite a un comité permanente . Los presidentes de los comités permanentes deciden si escuchar o no un proyecto de ley y los miembros del comité pueden presentar enmiendas al proyecto de ley.  Después de la consideración y discusión, el comité vota sobre si enviar o no un informe del comité al Comité Plenario.  Mientras están siendo consideradas por el Comité Plenario, los legisladores estatales pueden presentar enmiendas en la casa de origen.  La acción final en la casa de origen es un voto de todos los miembros. 
Los proyectos de ley pasan por un proceso idéntico en la cámara opuesta de la legislatura estatal. Después de la aprobación por ambas cámaras, se presenta un proyecto de ley al gobernador, quien lo convierte en ley o lo veta. Si es vetado, el proyecto de ley solo se convierte en ley si ambas cámaras de la legislatura votan para anular el veto con una mayoría de dos tercios de sus miembros. 